# Eupithecia furcata
Eupithecia furcata là một loài bướm đêm trong họ Geometridae.